# Afrochthonius
Genre
Afrochthonius est un genre de pseudoscorpions de la famille des Pseudotyrannochthoniidae.

## Distribution
Les espèces de ce genre se rencontrent en Afrique australe et au Sri Lanka.

## Liste des espèces
Selon Pseudoscorpions of the World (version 3.0) :
- Afrochthonius brincki Beier, 1955
- Afrochthonius ceylonicus Beier, 1973
- Afrochthonius godfreyi (Ellingsen, 1912)
- Afrochthonius inaequalis Beier, 1958
- Afrochthonius natalensis Beier, 1931
- Afrochthonius reductus Beier, 1973
- Afrochthonius similis Beier, 1930

## Publication originale
- Beier, 1930 : Die Pseudoskorpione der Sammlung Roewer. Zoologischer Anzeiger, vol. 91, p. 284-300.